# Циано(циклопентадиенил)(нитрозил)карбонилмарганец
Циано(циклопентадиенил)(нитрозил)карбонилмарганец — металлоорганическое соединение,
карбонильный комплекс марганца
состава Mn(CO)(NO)(C5H5)CN,
красные кристаллы,
растворяется в органических растворителях и воде.

## Получение
- Реакция тетрафтороборат(циклопентадиенил)(нитрозил)дикарбонилмарганца и цианистого калия в метаноле:

{\displaystyle {\mathsf {Mn(CO)_{2}(NO)(C_{5}H_{5})[BF_{4}]+KCN\ {\xrightarrow {}}\ }}}
{\displaystyle {\mathsf {{\xrightarrow {}}\ Mn(CO)(NO)(C_{5}H_{5})CN+K[BF_{4}]+CO}}}

## Физические свойства
Циано(циклопентадиенил)(нитрозил)карбонилмарганец образует красные кристаллы.
Растворяется в большинстве органических растворителей и воде.